# Viceversa (banda de techno)
Viceversa es una banda de tecno-pop de Badalona (España). Está formada por los hermanos Ángel y Carlos Beato.
Este grupo no debe ser confundido con el homónimo que acompañó a Joaquín Sabina

## Historia

### Primeros años: 1993 - 2001
Comenzaron su carrera musical en 1993, publicando su álbum debut de estudio Un amigo de verdad, logrando llegar a lo más alto en las listas de ventas de 1993 con los sencillos Un amigo de verdad, Ella (también conocida como Tu piel morena), No es verdad o Sensaciones, entre otros.
Los dos primeros fueron números 1 en Los 40 principales, vendiendo más de 500.000 discos en España e Hispanoamérica.[cita requerida]
Posteriormente publicaron otros dos álbumes también con gran impacto[cita requerida]: en 1995 Voy hacia ti en el cual se incluía una versión de la canción "ni tu ni nadie" de Alaska y Dinarama. Y en el 2000 Mil razones donde aparte de temas nuevos, se incluían versiones de sus canciones anteriores y versiones de otros grupos como OBK, Ray, Éxodo y otros.
.
En sus giras de 1993 a 1997 actuaron en más de 300 conciertos y realizaron más de 50 actuaciones en programas de televisión, tales como Un, dos, tres, Lo que necesitas es amor, La Quinta Marcha, Nochevieja del 94 en la cadena Tele 5, Antena 3, TVE, etc.
En 2006 sacaron un disco recopilatorio con sus grandes éxitos Lo mejor de Viceversa haciendo una gira por el país.

### Presente
En 2009 sacaron un quinto álbum llamado Tenemos que hablar, en el que el primer sencillo fue la canción homónima, y que presentaron como candidata a representar a España en el Festival de Eurovisión de 2010 a través del concurso de TVE, ¡Tu país te necesita!.
En dicho disco además de tener nuevos como “Dónde estás”, “Vámonos” o “Quién puede saber” entre otros, hay una versión de su gran éxito "Ella" (Tu piel morena), dicho disco fue producido por Miguel de la Vega con arreglos de Javier Losada (quien ya trabajó para el mítico Tino Casal) y Juan Carlos Moreno (habitual de Fangoria y las Nancys Rubias) en los estudios Sonoland (Madrid).
Actualmente se puede ver al grupo en los mayores festivales de música de los 90.

## Discografía

### Álbumes de estudio
- Un amigo de verdad (1992).
- Voy hacia ti (1995).
- Mil Razones (2000).
- Tenemos que hablar (2009).

### Recopilaciones
- Lo mejor de Viceversa (2006).